# Šiaulių bankas

Logo

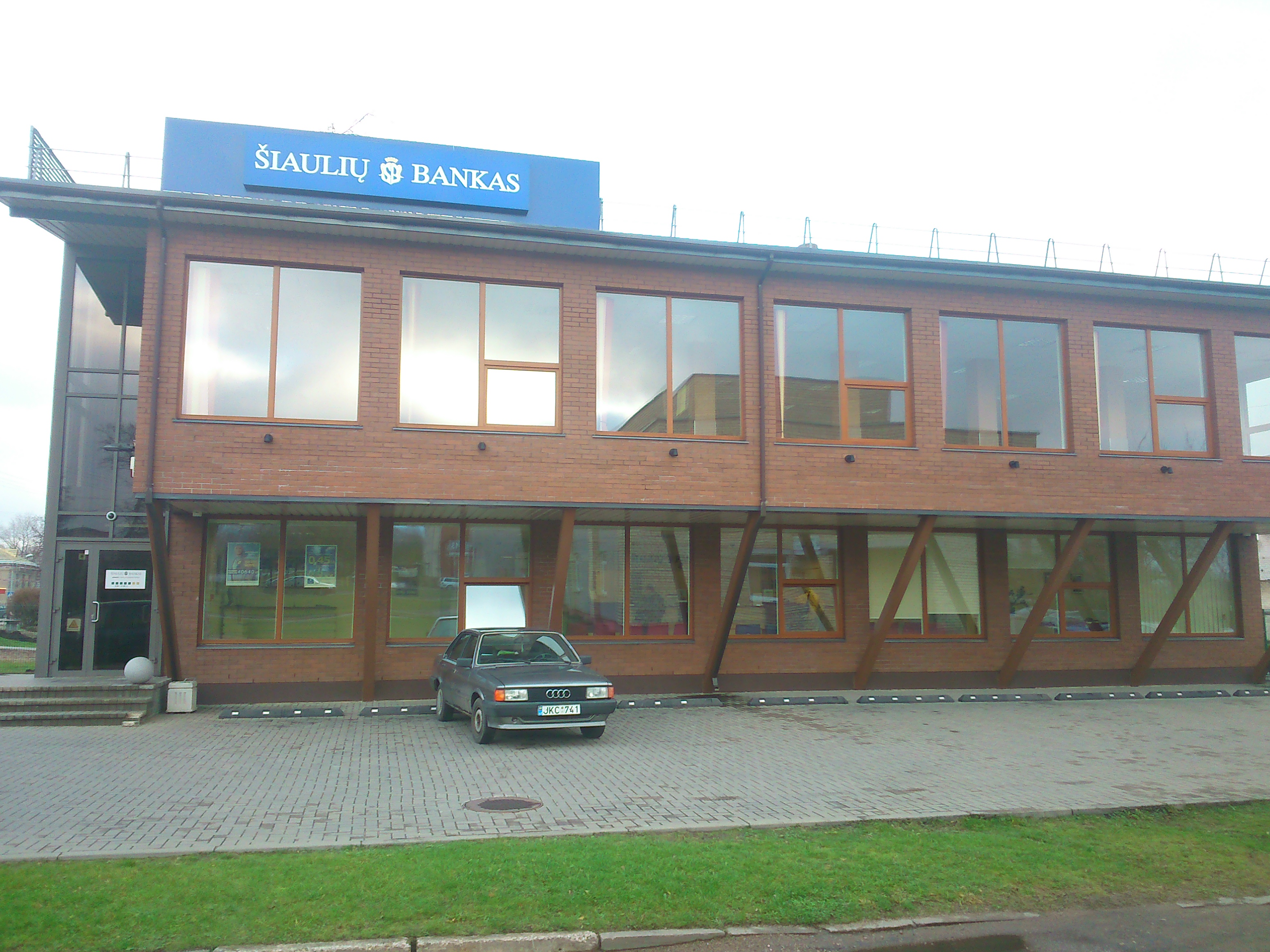
Bankfiliale in Jonava, Bezirk Kaunas

Šiaulių bankas ist ein Kreditinstitut in Litauen.
Der Sitz ist in Šiauliai. Die Bilanzsumme betrug 5663 Millionen Litas, rund 1640 Millionen €. Das Eigenkapital betrug 368 Millionen Litas, rund 107 Millionen €. Der Jahresgewinn belief sich auf 44 Millionen Litas, rund 13 Millionen € (alle Angaben für das Geschäftsjahr 2014). 2013 übernahm Šiaulių bankas die Bank AB Ūkio bankas.
Nach Euromoney liegt Šiaulių bankas in der Bewertung der Entwicklung und der Bankstrategie unter den litauischen Banken an fünfter Stelle. Die Aktien der Bank werden an der Börse gehandelt (ISIN: LT0000102253).

## Tochterunternehmen
- Šiaulių banko lizingas, Leasingunternehmen
- Šiaulių banko turto fondas, Asset Management
- Šiaulių banko investicijų valdymas, Risikokapitalgesellschaft
- Hotel „Alka“.